# أداة التحلق
تحتوي أنظمة التشغيل الشبيهة بيونكس على أداة تحلق تجعل من الممكن استخدام ملف من أنظمة الملفات كأداة كتلة.

## استخدامات أداة التحلق
- تحرير صور أنظمة الملفات.
- تنصيب نظام تشغيل داخل ملف دون الحاجة إلى إعادة تقسيم القرص الصلب.
- الفصل الدائم للبيانات.